# Adílson Rodrigues
José Adilson Rodrigues dos Santos, más conocido como Maguila (Aracaju, Sergipe; 12 de junio de 1958-Itu, Estado de São Paulo; 24 de octubre de 2024) fue un boxeador profesional brasileño que compitió entre 1983 y 2000. 

## Carrera deportiva
Fue repetidamente campeón brasileño y sudamericano de boxeo en la categoría de peso pesado, campeón de las Américas por el Consejo Mundial de Boxeo, y campeón del mundo por la WBF-Federación Mundial de Boxeo, también en la categoría de peso pesado. Ocupó el título sudamericano durante 14 años consecutivos, de 1986 a 2000. Recibió el apodo de "Maguila" debido a su parecido con el tamaño físico del personaje Maguila Gorila, de Hanna-Barbera. Rodrigues residió en São Paulo, donde fue tratado por la enfermedad de Alzheimer que se origina en la demencia pugilística. Es considerado el mayor peso pesado de la historia de Brasil y el más carismático de los boxeadores brasileños.
Su pelea más importante se dio el 15 de julio de 1989, cuando Maguila, entonces segundo en el ranking del WBC (Consejo Mundial de Boxeo), enfrentó al estadounidense Evander Holyfield y fue noqueado en el segundo round.
El 16 de junio de 1990, a los 32 años, subió al ring en el Caesar's Palace en Las Vegas para enfrentarse a George Foreman, de 41 años, en la ronda preliminar de la pelea entre Mike Tyson y Henry Tillman. La pelea terminó en el segundo asalto, cuando George Foreman noqueó al brasileño.
Se convirtió en el primer brasileño campeón mundial de peso pesado el 22 de agosto de 1995, a la edad de 37 años, cuando derrotó al inglés Johnny Nelson por puntos en la ciudad de Osasco en São Paulo. El título lo otorgó la Federación Mundial de Boxeo (WBF), una de las entidades representativas de la categoría, y de la que también fue campeón Evander Holyfield (aunque la WBF no es una de las cuatro principales organizaciones mundiales de boxeo -WBA, WBO, WBC y IBF, por lo que se considera una entidad menor).
Terminó su carrera profesional el 29 de febrero de 2000, después de su derrota por nocaut ante Daniel Frank. Entre las victorias más expresivas, superó a James Smith, James Tillis, Alfredo Evangelista (campeón europeo de los pesados) y al argentino Daniel Falconi.

### Muerte
El 24 de octubre de 2024, falleció en una residencia para ancianos en la ciudad de Itu, Estado de Sao Paulo, donde se hallaba internado. Su deceso se produjo a los 66 años tras sufrir una encefalopatía traumática crónica.